# Christian Magnus Falsen
Christian Magnus Falsen (Oslo, 14 settembre 1782 – 13 gennaio 1830) è stato un giurista e storico norvegese.

## Biografia
Figlio di Enevold de Falsen e di Anna Henrikka Petronelle Mathiesen (1762–1825) è stato membro dell'Assemblea Costituente norvegese.
Viene definito spesso il Padre della Costituzione norvegese del 17 maggio 1814, per il suo grande contributo alla scrittura del testo costituzionale stesso, assieme a Johan Gunder Adler.
Ad Eidsvoll, cittadina norvegese, infatti, si riunì, nel 1814, l'assemblea costituente della Norvegia che emanò il 17 maggio la prima costituzione norvegese e oggi questa ricorrenza storica viene celebrata con il Giorno della Costituzione norvegese, festa nazionale della Norvegia.